# Motorvision
Motorvision – drugie (po Louder than Live) wideo zespołu Soundgarden. Ukazało się 17 listopada 1992 r. nakładem A&M Records. Zostało zarejestrowane podczas koncertów promujących album Badmotorfinger, które odbyły się 5 i 6 marca 1992 r. w The Paramount Theatre w Seattle.
Oprócz zapisu występów, Motorvision zawiera rozmowy z muzykami sfilmowane w czasie trasy koncertowej przez brata Bena Shepherda – Henry'ego. W filmie występują również założyciele wytwórni Sub Pop – Bruce Pavitt i Jonathan Poneman.
Jak dotąd, Motorvision zostało wydane wyłącznie w formacie VHS, brak oficjalnej wersji DVD.

## Lista utworów
1. "Searching with My Good Eye Closed" (Cornell)
2. "Rusty Cage" (Cornell)
3. "Outshined" (Cornell)
4. "Little Joe" (Coleman/Hill/Lytle)
5. "Mind Riot" (Cornell)
6. "Room a Thousand Years Wide" (Cameron/Thayil)
7. "Jesus Christ Pose" (Shepherd/Cameron/Cornell/Thayil)
8. "Slaves & Bulldozers" (Cornell/Shepherd)

## Twórcy
| - Ben Shepherd – gitara basowa - Kim Thayil – gitara - Matt Cameron – perkusja - Chris Cornell – śpiew, gitara | - Kevin Kerslake – reżyseria - Line Postmyr, Tina Silvey – produkcja - Brian Foraker – inżynier dźwięku |